# Gravigrada
Gravigrada é uma subordem de mamíferos estabelecida pelo naturalista francês Henri Marie Ducrotay de Blainville em 1839, dentro da ordem Quaternates. Incluía três gêneros na subordem: Elephas, Dinotherium e Manatus (Trichechus).
O nome não é mais considerado válido, pois os animais antes incluídos neste grupo agora estão em duas ordens diferentes: Sirenia e Proboscidea.